# Una oración por Nora
Una oración por Nora es un relato del escritor español Javier Cercas, publicado en 2002 por la Editorial Regional de Extremadura, junto con la Junta de Extremadura y la Consejería de Cultura, en el marco de la «Campaña 1 libro 1 euro» dentro del Pacto Extremeño por la Lectura. En esta misma editorial el autor ya había publicado en 1998 su primer libro de crónicas, titulado Una buena temporada.
Al igual que sus novelas El inquilino (1989) y La velocidad de la luz (2005), el relato está inspirado en los años que el escritor estudió en la Universidad de Illinois en Urbana, Estados Unidos.
Al relato de Cercas lo suceden en el libro otros dos textos adicionales: el primero de ellos, titulado «Una nota sobre la obra de Javier Cercas» y escrito por Manuel Simón Viola, reseña la obra narrativa del autor desde El móvil (1987) hasta Soldados de Salamina (2001), incluyendo el presente relato; el segundo corresponde a un epílogo de su coterráneo de Ibahernando, Juan Domingo Fernández.

## Recepción y crítica
Este libro obtuvo una positiva reseña en el periódico El País, donde se le consideró un texto «ágil y contenido». En El Cultural, por su parte, Juan Palomo destacó la decisión del autor por unirse a la campaña y decidir vender un libro suyo por 1 euro.

## Análisis de la obra
Sobre este relato Manuel Simón Viola destaca el retorno nostálgico del protagonista a su pasado más jovial, promiscuo y liberal, refiriéndose desde distintos contextos a lo largo de la narración a ciertos equívocos y errores en su vida, que acaban por definir la biografía del personaje.